# Tftpd32
TFTPD32是一个运行在Windows下的一个开源软件，包括简易的DHCP、TFTP、DNS、SNTP和Syslog服务器，以及TFTP客户端。支持标准TFTPv2，支持IPv6。该软件在其官方网站上有针对64位操作系统的版本Tftpd64可用。DHCP服务器功能无限支持自动和静态IP地址分配。
TFTPD常作为服务器维护软件的一部分，用来引导无盘工作站。例如，在Windows上搭建PXE时。